# アストロターフィング
アストロターフィング（英: Astroturfing）とは、団体・組織が背後に隠れ、自発的な草の根運動に見せかけて行う意見主張・説得・アドボカシーの手法である。人工芝運動や人工草の根運動、偽草の根運動 (Artificial/Fake Grass Roots) などとも言われる。
政治的目的に限らず、商業的な宣伝・マーケティングの手法として、一般消費者の自発的行動を装ったやらせの意味でも用いられる。たばこの健康への影響や人為的地球温暖化などの科学的証拠を否定したいたばこ産業と化石燃料ロビーはアストロターフィングを1つの戦術としている。

## 語源
アストロターフィングという言葉は、アメリカ合衆国で販売されている人工芝の商品名「アストロターフ」に由来する造語である。アメリカの政治家ロイド・ベンツェンが1985年に自らの元に送られてくる手紙や陳情について「地元の人間なら草の根か"人工芝"か区別がつく」と保険会社の組織的な政治工作を批判したのが最初だと考えられている。

## 具体的手法
アストロターフィングの手法としては、一般市民を装って多量の意見書簡を送りつける方法が古典的なものである。用語の考案者であるベンツェンは、自身が経験した特定企業が背後にあると思われるこの種の書簡による働きかけを表現するために、本物の草の根運動の芝生と「アストロターフ」の比喩を用いた。電話や電子メールを使っても同様の行為が行われている。
また、第三者の名義や偽名を用い、公平な立場を装って評論をマスメディアに寄稿することで宣伝を図る行為も、アストロターフィングにあたる。この場合の第三者は、実際には宣伝をしようとする者の関連団体などであるが、関係を隠して中立的な立場を装っている。